# La banda dei Rollerboys
La banda dei Rollerboys (Prayer of the Rollerboys) è un film del 1990, diretto da Rick King.

## Trama
In un futuro distopico, gli equilibri mondiali si sono completamente sovvertiti; tutto questo a causa del crollo dell'economia e a un'estrema circolazione di droga. In particolare, la banda dei Rollerboys, ragazzi che si muovono usando sempre pattini a rotelle, sta acquisendo l'intero controllo della città di Los Angeles. Dopo che il fratello facilmente influenzabile dell'adolescente Griffin entra sotto l'ala dei Rollerboys, il giovane viene contattato da Casey, una ragazza sua coetanea che in realtà è una poliziotta sotto copertura. Griffin viene così convinto a infiltrarsi a sua volta per garantire al fratello una vita migliore, distruggendo i Rollerboys e il loro capo, Gary Lee.

## Distribuzione
Negli Stati Uniti, la pellicola è stata distribuita a partire dal novembre 1990 dalla Academy Entertainment. In Italia è stato distribuito dalla Erre Produzioni, nel giugno 1994.

## Riconoscimenti
- 1992 - Saturn Award
  - Nomination Miglior film di fantascienza
  - Nomination Miglior attore emergente a Corey Haim